# Supercupa României la Baschet
Supercupa României la baschet masculin este un meci jucat între câștigătoarea Cupei României și Campioana Ligii Naționale.
Ultima confruntare de acest tip a luat loc la Ploiești pe 27 septembrie 2022 și a fost câștigată de U-BT Cluj împotriva celor de la CSO Voluntari, scor 78-76.

Trofeul primit de învingătoare (2022)

## Istoric
Prima câștigătoare a fost BCM U Pitești în 2012.
Au urmat CSU Asesoft în 2014, U-BT Cluj și CSM CSU Oradea. 
U-BT deține cele mai multe trofee în această competiție - 5.

## Finale
| 2012 | CSU Ploiești                                                             | 75 – 83                                                                  | BCM U Pitești                                                            | Rapid Bucuresti                                                          | București                                                                |                                                                          |                                                                          |                                                                          |
| 2014 | Asesoft Ploiești                                                         | 73 – 57                                                                  | Energia Târgu Jiu                                                        | Dinamo Bucuresti                                                         | Bucuresti                                                                |                                                                          |                                                                          |                                                                          |
| 2016 | CSM CSU Oradea                                                           | 67 – 70                                                                  | U-BT Cluj-Napoca                                                         | Arena Antonio Alexe                                                      | Oradea                                                                   |                                                                          |                                                                          |                                                                          |
| 2017 | Steaua CSM București                                                     | 75 – 80                                                                  | U-BT Cluj-Napoca                                                         | Arena Antonio Alexe                                                      | Oradea                                                                   |                                                                          |                                                                          |                                                                          |
| 2018 | CSM CSU Oradea                                                           | 76 – 83                                                                  | U-BT Cluj-Napoca                                                         | Arena Antonio Alexe                                                      | Oradea                                                                   |                                                                          |                                                                          |                                                                          |
| 2019 | CSM CSU Oradea                                                           | 68 – 64                                                                  | BC CSU Sibiu                                                             | Arena Antonio Alexe                                                      | Oradea                                                                   |                                                                          |                                                                          |                                                                          |
| 2020 | Anulat din cauza izbucnirii pandemiei de COVID-19                        | Anulat din cauza izbucnirii pandemiei de COVID-19                        | Anulat din cauza izbucnirii pandemiei de COVID-19                        | Anulat din cauza izbucnirii pandemiei de COVID-19                        | Anulat din cauza izbucnirii pandemiei de COVID-19                        | Anulat din cauza izbucnirii pandemiei de COVID-19                        | Anulat din cauza izbucnirii pandemiei de COVID-19                        | Anulat din cauza izbucnirii pandemiei de COVID-19                        |
| 2021 | U-BT Cluj-Napoca                                                         | 89 – 82                                                                  | CSO Voluntari                                                            |                                                                          |                                                                          |                                                                          |                                                                          |                                                                          |
| 2022 | U-BT Cluj-Napoca                                                         | 78 – 76                                                                  | CSO Voluntari                                                            | Sala Sporturilor Olimpia                                                 | Ploiești                                                                 |                                                                          |                                                                          |                                                                          |
| 2023 | Supercupa României între U-BT Cluj Napoca și CSM Oradea nu s-a disputat. | Supercupa României între U-BT Cluj Napoca și CSM Oradea nu s-a disputat. | Supercupa României între U-BT Cluj Napoca și CSM Oradea nu s-a disputat. | Supercupa României între U-BT Cluj Napoca și CSM Oradea nu s-a disputat. | Supercupa României între U-BT Cluj Napoca și CSM Oradea nu s-a disputat. | Supercupa României între U-BT Cluj Napoca și CSM Oradea nu s-a disputat. | Supercupa României între U-BT Cluj Napoca și CSM Oradea nu s-a disputat. | Supercupa României între U-BT Cluj Napoca și CSM Oradea nu s-a disputat. |

## Clasament all time
Actualizat la data de 18.2.2024.
| Loc | Câștigător             | Trofee | Anul                         | Finale pierdute | Anul       |
| --- | ---------------------- | ------ | ---------------------------- | --------------- | ---------- |
| 1   | U-BT Cluj Napoca       | 5      | 2016, 2017, 2018, 2021, 2022 | -               |            |
| 2   | CSM CSU Oradea         | 1      | 2019                         | 2               | 2016, 2018 |
| 3   | CSM (Asesoft) Ploiești | 1      | 2014                         | 1               | 2012       |
| 4   | BCM U Pitești          | 1      | 2012                         | -               |            |
| 5   | CSO Voluntari          | -      |                              | 2               | 2021, 2022 |
| 6   | CS Energia Târgu Jiu   | -      |                              | 1               | 2014       |
| 7   | Steaua CSM București   | -      |                              | 1               | 2017       |
| 8   | BC CSU Sibiu           | -      |                              | 1               | 2019       |